# Charaâ
Le Charaâ est l'une des deux juridictions — avec l'ouzara — habilitées à juger les affaires judiciaires en Tunisie pendant l'époque beylicale et le protectorat français. Elle ne concerne que les sujets musulmans tunisiens et non les israélites qui relèvent des tribunaux rabbiniques.

## Domaine de compétences
Le Charaâ, tribunal religieux, traite toutes les questions relatives au statut personnel, aux successions, à la propriété immobilière et aux manquements à la loi religieuse musulmane. Il se base en cela sur la loi et la jurisprudence coranique.
Un juge unique, le cadi, instruit et rend son avis sur les affaires qui lui sont soumises. Il est assisté de muftis chargés de donner des avis religieux, les fatwas. La plupart des grandes villes de Tunisie ont leur Charaâ ; les tribus n'ont que des cadis. À Tunis, siègent deux Charaâ, l'un jugeant selon le rite hanéfite, l'autre selon le rite malékite suivant le choix du plaignant. Dans le reste du pays, c'est le rite malékite, le plus répandu, qui est utilisé. Il y a ainsi 27 tribunaux de cadis dans la régence et 19 Charaâ. Le rite hanéfite ne concerne que les Turcs et leurs descendants, c'est pourquoi il est très peu répandu en dehors de la capitale.
La Charaâ peut également se déclarer compétent pour des petites affaires pénales, civiles ou commerciales, ce qui évite au plaignant de devoir porter son affaire devant le bey à Tunis. Dans ce cas, le plaignant peut demander à un mufti de Tunis une consultation écrite ou mrazla et la lui présenter ; le cadi en prend connaissance, mais il reste libre de juger comme il l'entend ; toutefois, si sa sentence n'est pas en accord avec l'opinion du mufti, il doit faire connaître par écrit les motifs de cette divergence, et le plaignant peut en appeler au Charaâ de Tunis, qui statue souverainement. En cas de désaccord avec le jugement rendu, le cadi doit expliquer et justifier la sentence avec les plaignants, en discuter avec eux, la modifier au besoin, jusqu'à ce qu'elle soit acceptée de chacun. L'un des adversaires résiste-t-il à outrance, on le met en prison, lui ou l'avocat qui le représente, aussi longtemps que dure son obstination.
Le bey n'intervient dans les sentences du Charaâ que dans deux cas : s'il y a partage de voix entre les muftis, ce qui est très rare, et s'il y a condamnation à mort.

## Audience au Charaâ de Tunis
Paul d'Estournelles de Constant, alors en poste à Tunis, relate dans son ouvrage La conquête de la Tunisie une audience du Charaâ de Tunis vers 1885 : 
« Aux deux extrémités opposées d'une assez longue salle, où nul ne pénètre qu'en se déchaussant comme pour la prière, siègent en face l'un de l'autre, sur des divans, à droite, le tribunal malékite, à gauche l'hanéfite ; entre les deux, arrivant par une porte centrale qui donne sur un vaste patio à colonnades de marbre où se presse la foule, viennent se placer les plaideurs des deux rites et leurs avocats ; un huissier les dirige, ils se prosternent, puis restent à genoux devant leurs juges respectifs. Dans cette posture, les hanéfites tournant le dos aux malékites, et parlant simultanément de deux affaires qui n'ont entre elles aucun rapport, les plaideurs développent les arguments de la demande et de la défense. Très rapidement, pour chaque rite, un cadhi interroge, dirige les débats, rend la sentence, en consultant, le plus souvent du regard, les autres membres du tribunal, un bach-mufti et des muftis. Ceux-ci assistent impassibles à l'audience, couverts de voiles en cachemire brodés de soie, qu'ils disposent sur leur tête en forme d'énormes coupoles, ensevelis sous de fins burnous superposés, tantôt neigeux, tantôt bleutés, verdâtres, pourpres, couleur de citron, de pistache, d'orange, d'abricot ; rarement l'un d'eux prend la parole à voix basse et brièvement ; tous sont très âgés ; aucune passion ne doit se lire sur leurs visages et faire oublier qu'ils siègent dans un temple et rendent la justice au nom de Dieu. »

## Réformes du Charaâ
Le fonctionnement du Charaâ est codifié par le décret du 25 mai 1876. Son organisation subit peu de changement pendant le protectorat français. Le caractère religieux de cette instance judiciaire incite le gouvernement à éviter toute réforme.
Le décret du 18 mars 1896 rapproche le Charaâ et l'ouzara qui sont maintenant groupés sous une direction unique, confiée à un magistrat français qui prend le titre de directeur de la Justice.
Enfin, le décret du 26 avril 1921 crée un ministère de la Justice auquel sont rattachés l'ouzara et le Charaâ.
En 1948, sont instituées deux chambres de cassation, l'une malékite, l'autre hanéfite. Chacune de ces chambres est composée de deux muftis du même rite et présidée par le Cheikh El Islam du rite.
Une tentative de réforme du système a lieu en 1947. Jusque-là, les cadis ne jugeaient pas selon des lois écrites, composées d'articles et connues des justiciables, mais selon les règles jurisprudentielles puisées dans les recueils du fiqh par le magistrat se fondant sur son propre pouvoir d'appréciation.
Le nouveau ministre de la Justice du gouvernement Kaak, Mohamed Abdelaziz Djaït, constitue une commission composée de juristes hanéfites et malékites afin d'élaborer un « code de législation charaïque ». Mais ce projet échoue : il ressort des cartons en 1956 lors de l'élaboration du Code du statut personnel.

## Indépendance de la Tunisie
Moins de cinq mois après l'indépendance, le tribunal du Charaâ est supprimé en même temps que l'ouzara par le décret du 3 août 1956. La justice tunisienne est alors unifiée suivant une organisation identique à l'organisation judiciaire française.